# Backa syd
Backa syd är en bebyggelse som utgör södra delen av Backa i Hedemora kommun. Området var vid avgränsningarna 1995-2010 av SCB klassat som en en del av småorten Backa. Vid avgränsningen 2023 var den klassad som en separat småort.